# Jan Baranowski (wojewoda sieradzki)
Jan Baranowski herbu Jastrzębiec (zm. przed 2 maja 1634 roku) – wojewoda sieradzki w latach 16241632, kasztelan małogoski w latach 1619-1624, starosta przedborski, starosta czorsztyński, starosta nowokorczyński w latach 1624-1634, posiadacz dzierżawy Przasnysz w 1617 roku.
Studiował w Monachium w 1602 roku i Braniewie.
Jako senator wziął udział w sejmach: 1626 (I), 1626 (II), 1627, 1628, 1632 (III). 

## Rodzina
Pochodził z rodziny Baranowskich z Baranowa w powiecie kruszwickim pieczętującej się  herbem Jastrzębiec. Był synem Macieja Baranowskiego, kasztelana biechowskiego. Jego stryjem był Wojciech Baranowski, prymas Polski. Miał braci Albrychta (Olbrychta) i Macieja.

## Kariera
- w latach 1610-1632 – sprawował urząd starosty przedborskiego,
- 1615-1616 – był starostą czorsztyńskim
- 3 października 1619 - został mianowany  kasztelanem małogoskim i urząd ten pełnił do roku 1624,
- 1621 – po klęsce pod Cecorą a przed wyprawą chocimską ruszył z wojskiem wystawionym przez województwo sandomierskie[6] pod Lwów, gdzie stanął dopiero w październiku,
- 1624 – został wojewodą sieradzkim i nabył za konsensem królewskim starostwo nowokorczyńskie od Jana Gratusa Tarnowskiego (zm. 1626). Jako wojewoda sieradzki brał pilny udział w sejmikach sieradzkich w latach 1626 i 1627.  Trzykrotnie[7]  zostaje naznaczony przez sejm na komisarza w celu uspokojenia zatargów granicznych od strony Śląska.
- 1626-1629 – w czasie wojny polsko-szwedzkiej wystawił dwie chorągwie, chorągiew husarską i chorągiew kozacką,
- 1632 – w czasie interregnum, po śmierci Zygmunta III Wazy wystąpił na sejmiku w Szadku z projektem wybrania na króla Polski cudzoziemca, przez co ściągnął na siebie oburzenie szlachty, był elektorem Władysława IV Wazy z województwa sieradzkiego w 1632 roku[8].
- Zmarł w roku 1634. W kościele św. Katarzyny w Iwanowicach, w pobliżu chóru znajduje się płyta z ciemnego marmuru, która przedstawia rycerza w zbroi. Wyryty napis głosi, że jest to nagrobek Jana Baranowskiego, wojewody sieradzkiego.

Jan Baranowski był kolatorem kościoła w Żeleźnicy.
Z małżeństwa z Marianną Pieniążkówną z Krużlowej, dziedziczką na Marcinkowicach pozostawił trzech synów: Stanisława, Wojciecha i Macieja.